# Józef Pińkowski
Józef Pińkowski (Siedlce, 17 de abril de 1929 - Varsovia, 8 de noviembre de 2000) fue un economista y político comunista polaco, presidente del Consejo de Ministros del 5 de septiembre de 1980 al 11 de febrero de 1981 (actuando como vicepresidente del Consejo de Ministros del 24 de agosto al 5 de septiembre), miembro del Sejm de la República Popular de Polonia, secretario del Comité Central del Partido Obrero Unificado Polaco (PZPR, 1974-1980), miembro del Buró Político del Comité Central del PZPR (1980-1981).

## Biografía
Nació en 1929, en Siedlce, siendo hijo de Jan y Waleria Pińkowski. Después de la Segunda Guerra Mundial, se graduó en la Universidad de Economía de Poznań y en la Escuela Central de Planificación y Estadística de Varsovia. En WSE también trabajó como asistente. De 1952 a 1956 fue capitán del ejército polaco. En la década de 1950, estuvo asociado con el departamento de compras (como director de departamento), y más tarde (de 1956 a 1958) con el departamento de compras e industria alimentaria (como inspector jefe de inspección de granos). En 1958-1960 fue secretario del Consejo Científico y Económico del Consejo Nacional Provincial en Varsovia, en 1960-1965 fue vicepresidente del presidium de WRN y desde 1965 hasta octubre de 1971 su presidente. De ahí pasó al cargo de vicepresidente primero de la Comisión de Planificación del Consejo de Ministros, cargo que ocupó hasta febrero de 1974. Fue miembro del Comité Nacional del Frente de Unidad Nacional.
En 1951 Pińkowski se unió al Partido Obrero Unificado Polaco (PZPR), y en 1965-1971 fue miembro del ejecutivo del comité provincial del partido en Varsovia. De diciembre de 1971 a julio de 1981 fue miembro del Comité Central del PZPR, de febrero de 1974 a agosto de 1980 secretario del Comité Central del partido, y de agosto de 1980 a abril de 1981 miembro del Buró Político del Comité Central del PZPR (miembro suplente de febrero a agosto de 1980). En 1980, asumió el cargo de vicepresidente del Consejo de Ministros, actuando como presidente del Consejo de Ministros, y el 5 de septiembre se convirtió en primer ministro en sustitución de Edward Babiuch, quien luego fue destituido del partido.
En 1979 fue galardonado con la Orden de Constructores de la República Popular de Polonia. También fue galardonado, entre otros la Orden de la Bandera del Trabajo, en 1ª y 2ª clase, y la Cruz de Caballero de la Orden Polonia Restituta. El 8 de febrero de 1981 renunció a su cargo debido al conflicto con el sindicato Solidaridad.
Al morir en 2000 fue enterrado en el Cementerio Militar de Powązki en Varsovia (sección A30-tuje-2).